# Shift
Shift – klawisz modyfikatora używany do wpisywania wielkich liter i innych alternatywnych „górnych” symboli (znajdujących się na klawiszach nad innymi „podstawowymi” znakami np: „$” nad „4”, „:” nad „;”). Na klawiaturze znajdują się dwa takie klawisze: po lewej i prawej stronie głównego bloku klawiatury.

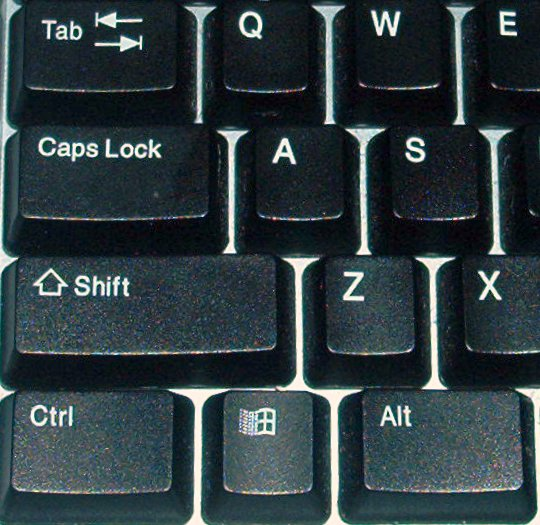
Klawisz

Położenie klawisza na klawiaturze

Podczas pracy przy włączonym klawiszu ⇪ Caps Lock, klawisz ⇧ Shift pozwala wpisywać małe litery.
Klawisz ten ma o wiele większe wykorzystanie w klawiaturze komputerowej niż w klawiaturze maszyny do pisania:
- Może być wykorzystany do modyfikacji działania klawiszy funkcyjnych. Nowoczesne klawiatury posiadają zazwyczaj tylko 12 klawiszy funkcyjnych. Wciśnięcie ⇧ Shift+F1 może być wykorzystane do uzyskania F13, ⇧ Shift+F2 dla F14, itd.
- Może modyfikować skróty klawiaturowe z klawiszami Alt i Ctrl. Na przykład kombinacja Alt+Tab ↹, która przełącza okna, po wciśnięciu klawisza ⇧ Shift przełącza je w odwrotnej kolejności.
- Przesuwania kursora tekstowego przy wciśniętym klawiszu ⇧ Shift powoduje zaznaczenie tekstu.
- Klawisz ten może być użyty także podczas pracy z myszką: przytrzymanie go podczas klikania w odnośnik w przeglądarce internetowej otwiera stronę w nowym oknie.
- Przytrzymanie klawisza ⇧ Shift podczas wkładania płyty CD powoduje zablokowanie funkcji autorun.
- W m.in. czeskiej klawiaturze wciśnięcie klawisza š (3 na polskiej klawiaturze programisty) razem z klawiszem ⇧ Shift spowoduje wpisanie cyfry „3”, a nie wielkiej litery „Š”.

Gdy wciśnięte są oba klawisze ⇧ Shift, można wpisać tylko niektóre litery. Na przykład na klawiaturze DELL Model RT7D20 da się wpisać tylko następujące litery: „A”, „C”, „D”, „E”, „G”, „I”, „J”, „L”, „N”, „R”, „S”, „T”, „U”, „V”, „W” i „Y”.